# 德勒斯登城市快鐵
德勒斯登城市快鐵（德語：S-Bahn Dresden）是德國城市德勒斯登的S-Bahn交通系統。德勒斯登城市快鐵通車於1973年，現在共有3條路線。德勒斯登城市快鐵總長度約128公里，擁有47個車站，其中16個位於德勒斯登市內。